# Erythrophaia rennenkampfi
Erythrophaia rennenkampfi är en fjärilsart som beskrevs av Max Wilhelm Karl Draudt 1935. Erythrophaia rennenkampfi ingår i släktet Erythrophaia och familjen nattflyn. Inga underarter finns listade i Catalogue of Life.